# Художня галерея леді Левер
Художня галерея леді Левер (англ. Lady Lever Art Gallery) — художня галерея у Порт-Санлайті, передмісті Ліверпуля. Заснована 1922 року, входить до системи національних музеїв Ліверпуля. Галерея була заснована та побудована промисловцем та меценатом Вільямом Левером, Першим віконтом Леверхульм.
Будівля галереї є одним зі збережених зразків архітектури пізньої вікторіанської і едвардіанської епох. Тут зберігаються основні колекції образотворчого та декоративного мистецтва, які відповідають особистому смаку лорда Леверхульма.
У колекції широко представлені британський живопис і скульптура XIX століття, але є і роботи кінця XVIII і початку XX століття. Також представлені колекції англійських меблів, порцеляни та фаянсових виробів Джозайї Веджвуда, китайської кераміки, а також невеликі групи інших типів предметів, таких як давньогрецькі вази і римські скульптури. Більша частина експонатів є частиною початкового пожертвування, але колекція продовжує потроху зростати. У залах галереї переважають змішані експозиції, де разом представлені картини, скульптури та меблі, і є п'ять «кімнат періоду», які відтворюють типові інтер'єри будинків англійської аристократії різних епох.

## Історія
Левер почав збирати предмети мистецтва в кінці XIX століття, переважно для використання в рекламі популярного бренду Sunlight Soap (виготовленого в декількох хвилинах ходьби від галереї), який допоміг йому збагатитися. Коли він став багатшим, його колекції почали розширюватися і у нього з'явився смак до колекціонування. Він колекціонував переважно британське мистецтво, але він також був зачарований китайським мистецтвом, римською скульптурою і грецькими вазами, які він вибрав для колекціонування, щоб показати стилі, які вплинули на британських художників у вісімнадцятому та дев'ятнадцятому століттях.
Вільям Левер побудував галерею для демонстрації своєї колекції і назвав її в пам'ять своєї дружини Елізабет (леді Левер), яка померла 1913 року.

## Будівля
Художня галерея леді Левер була побудована 1913 року в стилі боз-ар архітекторами Вільямом і Сегаром Оуенами. Будівля була відкрита в 1922 році принцесою Беатрисою, молодшою дочкою королеви Вікторії.
2015 року частина музею була закрита для відвідувачів і почався ремонт. 2016 року реконструйовані зали галереї були відновлені в їх первісному архітектурному стилі в рамках проекту реставрації вартістю 2,8 млн фунтів стерлінгів. Реставрація включала в себе поліпшення освітлення та відновлення деяких оригінальних стель і дверних отворів.

## Колекція
У галереї широко представлені кілька напрямків живопису вікторіанської епохи, у тому числі роботи прерафаелітів, як періоду Братства, так і періоду після його розпаду. Галерея має роботи епохи Відродження та зразки пізнього історичного живопису. Є важливі роботи Джона Еверетта Мілле, Форда Медокса Брауна, Вільяма Холмана Ганта, Данте Габріеля Россетті, Едварда Берн-Джонса, Фредеріка Лейтона і багатьох інших. Більш ранні роботи включають картини Вільяма Етті, Вільяма Тернера, Джона Констебла, Томаса Гейнсборо і Джошуа Рейнольдса.

## Галерея

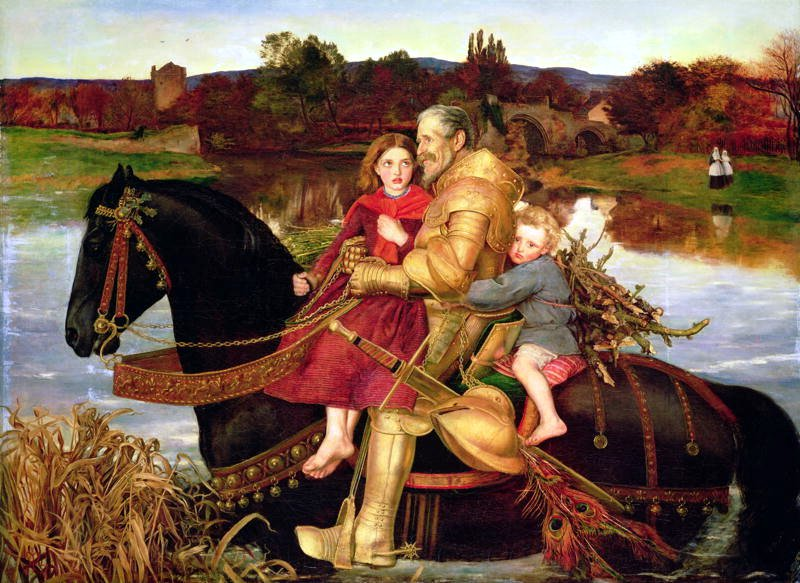
Джон Еверетт Мілле. Сер Ізюмбрас (1853)
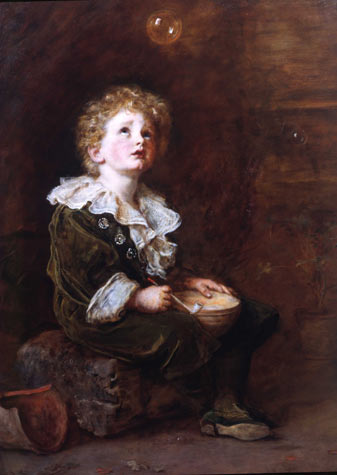
Джон Еверетт Мілле. Бульбашки (1886)
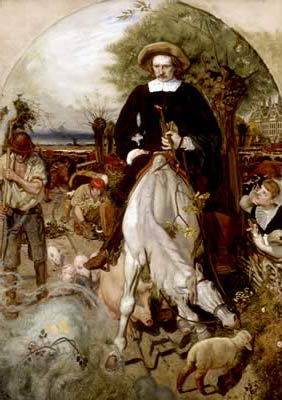
Форд Медокс Браун. Кромвель на своїй фермі (1874)
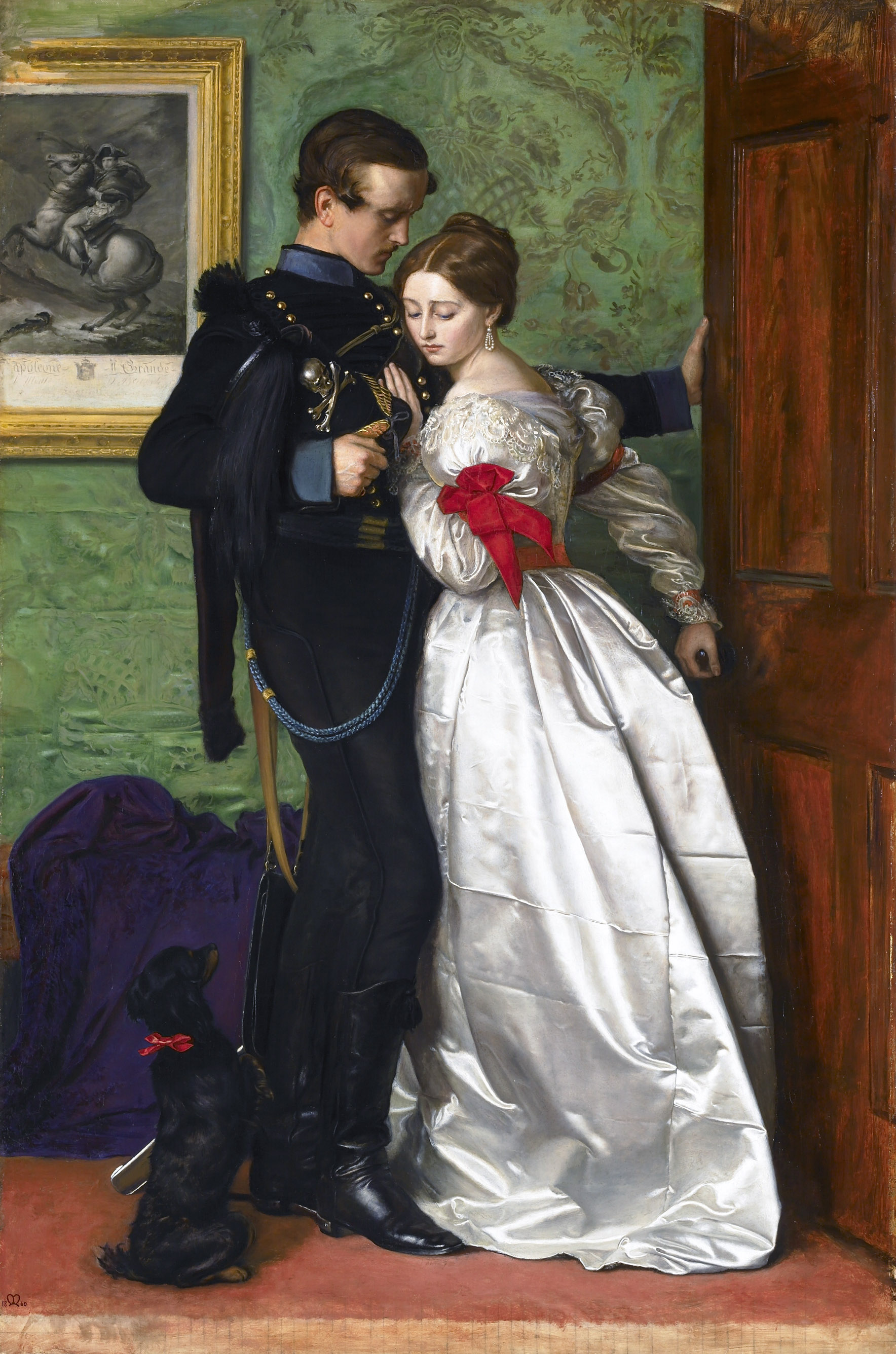
Джон Еверетт Мілле. Чорний брауншвейзький гусар (1860)
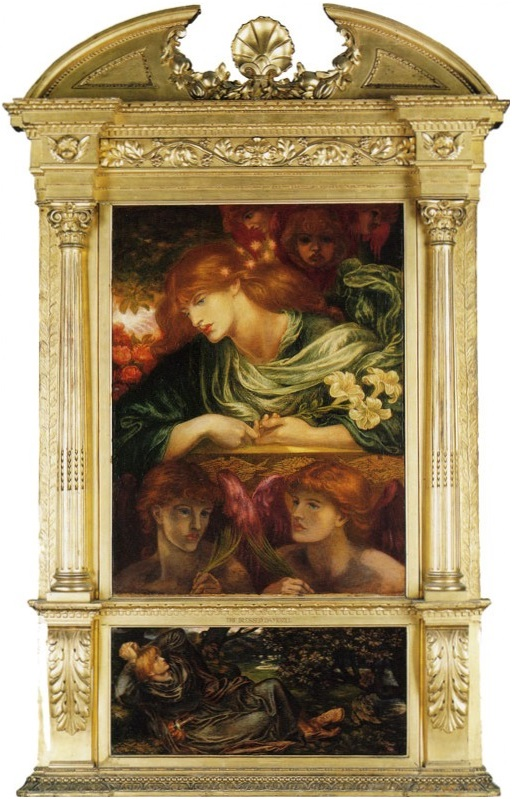
Данте Габрієль Росетті. Блаженна діва (1879)
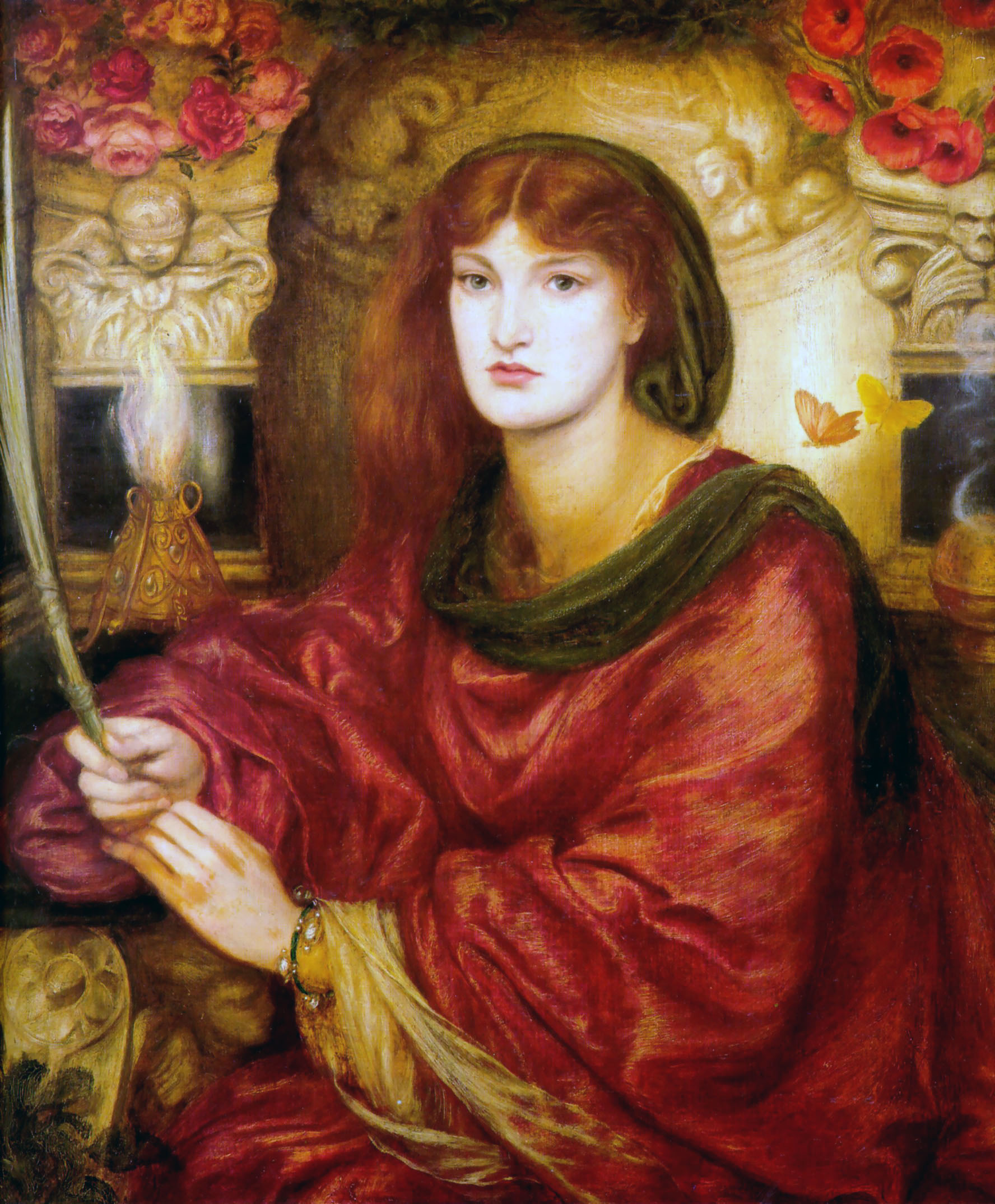
Данте Габрієль Росетті. Сивіла Палміфера (1870)
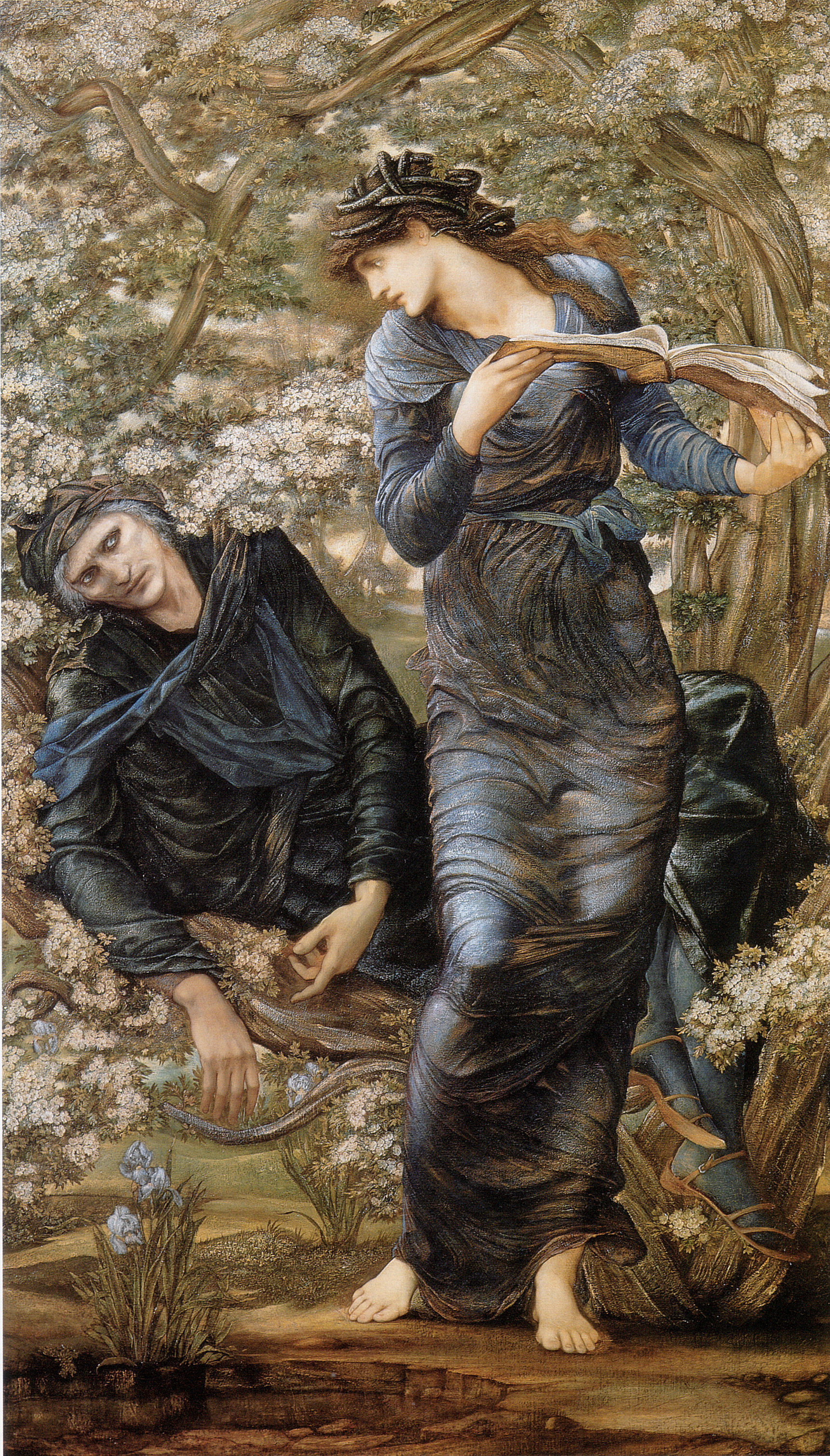
Едвард Берн-Джонс. Спокуса Мерліна (1877)
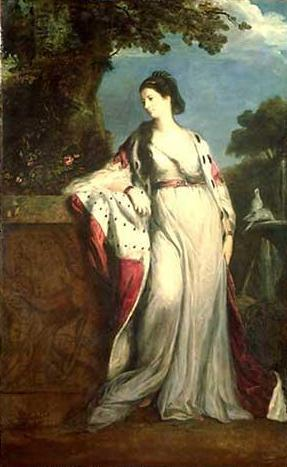
Джошуа Рейнольдс. Портрет Елізабет Гамільтон (1760)